# محمد محسن الزارعي
محمد محسن الزارعي
باحث وكاتب تونسي، من مواليد المزونة من ولايةسيدي بوزيد(الجمهورية التونسية)، يعمل أستاذا جامعيا. اهتم بالفكر الفلسفي المعاصر وخاصة الفكر الفينومنولوجي (فلسفة الظواهر)، حيث تخصص فيه وكتب فيه عدّة كتب ومقالات ودراسات كما نشر عدة مقالات تهتم بالنقد الفني والجماليات.
مارس التدريس وكذلك تأطير الدراسات العليا في كل من جامعة صفاقس وجامعة قابس وجامعة تونس. له عدّة مؤلفات في الفكر الفلسفي المعاصر والتفكير الفني والجمالي. حاز على درجة الدكتوراه في الفكر الفلسفي المعاصر ثم على شهادة التأهيل الجامعي في فلسفة الفن والجماليات المعاصرة.
```
شغل خطة مدير للمعهد العالي للفنون والحرف بقابس خلال الفترة من (2002-2008)، ثم نائبا لرئيس جامعة قابس من (2008-2011). وهو كذلك رئيس جمعية «فنون الواحة وثقافاتها»، وهي جمعية فنية ثقافية تهتمّ بالتعريف بالثقافات والفنون الناشئة في بيئة الواحات. ويشرف منذ سنة 2003 على «سلسلة فنون». وقد مثلت هذه السلسلة فضاء تواصل بين الباحثين التونسيين والأجانب، وهي تهتم بنشر البحوث الأكاديمية والأعمال الفكرية ذات الطابع الفني والثقافي والفلسفي، وقد تأسست بالمعهد العالي للفنون والحرف بقابس. كما أنه يدير، منذ سنة 2006 «وحدة بحث تعتني بموضوع الثقافات فنية، والمعارف والتكنولوجيا». 
```

يعمل الاستاذ محمد محسن الزارعي منذ سنة 2016 مدير ا لمدرسة الدكتوراه بكلية الآداب والعلوم الإنسانية بصفاقس. كما يعمل إلى جانب التدريس بصفته أستاذ تعليم عالي على تاطير طلبة الدكتوراه بكل من المدرسة العليا للسمعي البصري والسينما بقمرت والمعهد العالي للفنون والحرف بنابل وبكلية الاداب والعلوم الإنسانية بصفاقس

## التدرج الوظيفي
•	أستاذ بالمعاهد الثانوية: 1992-1993
•	مساعد متعاقد، كلية الآداب والعلوم الإنسانية بصفاقس: 1995-1997.
•	مساعد، كلية الآداب والعلوم الإنسانية بصفاقس: 1997-2000.
•	أستاذ مساعد، كلية الآداب والعلوم الإنسانية بصفاقس: 2000 ـ2001.
•	أستاذ مساعد، المعهد العالي للفنون والحرف بقابس(بصفته مكلفا بإدارة للمعهد): 2002 ـ 2005.
• أستاذ محاضر، كلية الآداب والعلوم الإنسانية بصفاقس: 2005.
• أستاذ تعليم عال، جامعة قابس، 2010.

## أعماله
كتب من تأليفه
• الجماليات والفن على ضوء مباحث فنومنولوجية، دار محمد علي للنشر، 2003.
• دروب الفنومنولوجيا قراءات ما بعد هوسرلية، دار محمد علي للنشر، 2004.
• هوسّرل: الفينومينولوجيا والمسألة المثالية، دار التنوير للطباعة والنشر، لبنان ـ بيروت، 2010.
* كتب علمية وفنية منشورة تحت إشرافه'
•	الفنطاسيا والإبداع: دراسات في فينومينولوجيا الصّورة، سلسلة فنون ـ 10 ـ 2010.
• طاقات الصورة: مسائل ومقاربات معاصرة، سلسلة فنون ـ 9 ـ 2010.
• الفن وترجماته، سلسلة فنون ـ 8 ـ 2009
• سجال القيم الجمالية في الفن المعاصر، سلسلة فنون ـ 7 ـ 2007.
• الصنائع والحرف الفنية لدى ابن خلدون، سلسلة فنون ـ 6 ـ 2006.
• السيميولوجيا وتأويل النّص الفني-سلسلة فنون ـ 5 ـ 2006.
• الفن في زمانه الرقمي، سلسلة فنون ـ 4 ـ 2006.
• الهوية والإبداع في الصناعات التقليدية اليوم، سلسلة فنون ـ 3 ـ 2005.
• مقاربات للصورة، سلسلة فنون ـ 2 ـ 2004.
• الإبداع الفني والفضاءات التواصلية، سلسلة فنون ـ 1 ـ 2003

## الجوائز
متحصّل على وسام الاستحقاق التربوي بعنوان قطاع التربية والتعليم، 2008.